# Piotr Domaradzki (filmowiec)
Piotr Domaradzki (ur. 19 sierpnia 1951 w Słupsku) – polski filmowiec, realizator dźwięku. 

## Życiorys
Laureat Polskiej Nagrody Filmowej, Orzeł w kategorii najlepszy dźwięk w roku 2013 (Obława) oraz trzykrotnie nominowany do tej nagrody: w 2001 (Ostatnia misja), w 2003 (Tam i z powrotem) i w 2006 (Trzeci). Dwukrotny laureat Nagrody za dźwięk Festiwalu Polskich Filmów Fabularnych w Gdyni: w 2000 (Ostatnia misja) i w 2006 (Co słonko widziało). Ojciec operatora dźwięku Piotra Domaradzkiego juniora.

## Dorobek zawodowy
Filmy, w których Piotr Domaradzki zrealizował dźwięk:
- Braciszek (2007),
- Fundacja (2006),
- Co słonko widziało (2005),
- Parę osób, mały czas (2005),
- Zakochany Anioł (2005),
- Trzeci (2004),
- Kariera Nikosia Dyzmy (2002),
- Anioł w Krakowie (2002),
- Ekstradycja 3 (1998),
- Ekstradycja 2 (1996),
- Ekstradycja (1995),
- Komedia małżeńska (1993).